# Imantocera
Imantocera is een kevergeslacht uit de familie van de boktorren (Cerambycidae). De wetenschappelijke naam van het geslacht werd voor het eerst geldig gepubliceerd in 1835 door Dejean.

## Soorten
Imantocera omvat de volgende soorten:
- Imantocera arenosa Pascoe, 1862
- Imantocera grisescens Dillon & Dillon, 1951
- Imantocera mindanaonis Breuning, 1980
- Imantocera niasensis Breuning, 1936
- Imantocera penicillata (Hope, 1831)
- Imantocera plumosa (Olivier, 1792)
- Imantocera sumbaensis Franz, 1972
- Imantocera sumbawana Breuning, 1947
- Imantocera vicina Gahan, 1894